# The Moon Is Down (Steinbeck)
A Lua no Ocaso (Brasil) ou Noite sem lua (Portugal) (The Moon Is Down, em inglês no original), é um romance escrito por John Steinbeck apropriado para adaptação ao teatro e que foi publicado pela Viking Press, em março de 1942. A história consta da ocupação militar de uma pequena cidade do Norte da Europa pelo exército de um país não nomeado que lançou guerra contra a Inglaterra e a Rússia, o que se assemelha à ocupação da Noruega pela Alemanha na II Guerra Mundial.
Uma tradução francesa do livro foi publicada clandestinamente na França ocupada pelos Nazis por Les Éditions de Minuit, uma editora da resistência francesa. Além desta, numerosas outras edições foram publicadas também secretamente em toda a Europa ocupada, designadamente versões em norueguês, sueco, dinamarquês, holandês e italiano, tendo sido a obra mais conhecida da literatura dos EUA na União Soviética durante a guerra.Embora o texto nunca designe a força de ocupação como alemã, as referências ao "Líder" e a "memórias de derrotas na Bélgica e na França há 20 anos" claramente o sugerem. O livro foi escrito com a finalidade de motivar e entusiasmar os movimentos de resistência em países ocupados, e teve pelo menos 92 edições por todo o mundo.
Por esta obra Steinbeck recebeu a Cruz da Liberdade Rei Haakon VII galardão atribuido pela Noruega.

## Resumo do enredo
Apanhada de surpresa, uma pequena cidade costeira é tomada por um exército invasor com pouca resistência. A cidade é importante porque é um porto que serve uma grande mina de carvão. O coronel Lanser, o chefe do batalhão invasor, estabelece o seu QG na casa de Orden o prefeito que é popular junto dos cidadãos.
Com a permanência da ocupação e o agravamento do tempo, pois as neves começaram mais cedo do que o habitual, o "povo simples e pacífico" da cidade está enraivecido e confuso. O coronel Lanser, um veterano de muitas guerras, tenta agir sob um véu de civilidade e lei, mas no seu coração sabe que "não há nenhum povo pacífico" naqueles cuja liberdade foi retirada à força.
O véu é rasgado em breve quando Alexander Morden, um antigo vereador e "um homem livre", é obrigado a trabalhar na mina. Ele ataca o capitão Loft com um picador de ferro, mas o capitão Bentick interpôs-se e morre. Depois de um julgamento sumário, Morden é executado por um pelotão de fuzilamento. Este incidente leva as pessoas da cidade a "uma lenta, silenciosa, expectante vingança." Troços do caminho de ferro que liga o porto à mina são danificados regularmente, a maquinaria avaria muitas vezes, e o dínamo dos geradores de electricidade entra em curto-circuito. Sempre que um soldado relaxa a sua guarda, bebe ou sai com uma mulher, é morto. O prefeito Orden é apoiado pelo seu povo e tenta explicar ao coronel Lanser que o objectivo deste de – " quebrar o espírito humano permanentemente" – é impossível.
O tempo frio e o medo constante pressionam imenso a força de ocupação, e muitos desejam que a guerra acabe, para que possam regressar a casa. Percebem a futilidade da guerra e que "as moscas conquistaram o papel mata-moscas." Alguns membros da resistência escaparam para Inglaterra e pedem aos ingleses explosivos para que as pessoas da cidade possam redobrar os seus esforços. Aviões ingleses deitam de paraquedas pequenas embalagens contendo barras de dinamite e chocolates por toda a cidade. Em estado de pânico, o exército prende o presidente e um seu amigo, o Dr. Winter, médico da cidade e historiador, torna-os reféns e faz saber que qualquer acção de resistência conduzirá à sua execução. Orden sabe que nada pode parar o povo e que a sua morte é iminente. Diz à esposa que, ainda que possa ser morto, a ideia de governo autárquico (e de liberdade e democracia) está fora do alcance de qualquer exército. Antes da sua execução, Orden lembra a Winter os diálogos de Sócrates na Apologia e no Fédon, trechos que ele representou no teatro da escola, e diz-lhe para assegurar que a dívida ao exército é paga, isto é, que a resistência continua.

## Personagens

### Os "Invasores"
- George Corell – lojista popular antes, que se tornou traidor e espião. Após a invasão, os habitantes da cidade tratam-no mal porque é um traidor.
- Coronel Lanser – o chefe do batalhão local; um veterano da I Guerra Mundial.
- Capitão Bentick – Velho e anglófilo; adora cães, o Natal e "crianças rosadas". É morto por Alex Morden.
- Major Hunter – o engenheiro; tem um modelo  de caminho de ferro em casa.
- Capitão Loft – jovem, ambicioso; vive e respira o ambiente militar.
- Tenente Prackle – aparentemente é um bom artista; tinha várias irmãs loiras.
- Tenente Tonder – um poeta descrito como um "romântico negro", é morto por Molly Morden. Sonhos de uma morte romântica na guerra.
- "o Líder" – apenas é referido e nunca nomeado; modelado em Adolf Hitler.

### As pessoas da cidade
- Presidente Orden – um velho, o há muito presidente da cidade. Ele recusa-se a convencer o povo a cooperar com os invasores, sabendo que eles não o farão.
- Dr. Winter – o médico da cidade e um velho amigo e conselheiro do presidente.
- Madame (Sarah) – a esposa do presidente.
- Joseph – empregado do presidente; testemunha com frequência eventos na casa deste.
- Annie – cozinheira do presidente; ativa na resistência, mas não suspeita por causa da sua idade.
- Alex Morden – mata o capitão Bentick num acesso de raiva quando lhe ordena que trabalhe. É a primeira pessoa da cidade a ser executada.
- Molly Morden – esposa do anterior; conduz e mata o tenente Tonder após a morte de Alex.

## Adaptações
Da história foi feito um filme em 1943 dirigido por Irving Pichel e em que contracenam Cedric Hardwicke, Henry Travers e Lee J. Cobb.
Também é uma peça de teatro adaptada pelo próprio Steinbeck.

## Título
O título do livro vem de Macbeth de Shakespeare. Antes de Banquo encontrar Macbeth no seu caminho para matar o rei Duncan, pergunta a seu filho, Fleance, "como está a noite, filho?" A resposta de Fleance é "a lua já se pôs (The moon is down); não ouvi as horas." (Ato II, cena I).